# Эрбин ап Константин
Эрбин ап Константин (святой Эрбин; корн. Erbin ap Constantine; около 427—480) — король Думнонии (443—480), валлийский святой. День памяти — 13 января.

## Биография
По преданию, святой Эрбин, король Думнонии, был сыном Константина Корню, братом святого Дигаина и отцом Герайнта. Он упоминается, главным образом, в «Герайнт и Энид», одном из четырёх валлийских повествований, составляющих Мабиногион. Здесь он представлен как стареющий монарх, королевство которого со всех сторон окружено врагами. Видя свою неспособность противостоять их нападениям, Эрбин отозвал Герайнта от двора короля Артура и передал ему управление своими владениями.
Эрбин упоминается как святой в «Бонед и Сант». Его имя традиционно связано с Эрбистоком (графство Денбишир). Гильберт Хантер Добл предполагал, что он мог быть тем же самым святым, что и Эрм из Корнуолла.